# 24 Ore di Le Mans 1980
La 48ª edizione della 24 Ore di Le Mans si è svolta il 14 e 15 giugno 1980 sul Circuit de la Sarthe.
Questa gara è la 7ª manche del Campionato del mondo sportprototipi 1980 (WSC - World Sportscar Championship).

## Contesto
Per il 1980 l'Automobile Club de l'Ouest limitò la capacità massima dei serbatoi da 160 a 120 litri e ridusse da 140 a 50 litri/minuto la velocità di rifornimento del carburante, triplicando i tempi di sosta ai box in un'ottica di riduzione dei consumi e inoltre stabilì tutta una serie di altre regole volte all'abbattimento dei costi: qualifiche accorciate, griglia stabilita con la media dei tempi dei due migliori piloti dell'equipaggio, divieto di sostituzione di motore e cambio dopo le qualifiche.
Ancora una volta la Porsche non iscrisse nessuna vettura propria nel Gruppo 5, allo scopo di non competere con le molte vetture dei clienti iscritte. Questa volta però neppure nessuna "Gruppo 6" ufficiale viene iscritta, a differenza delle 4 edizioni precedenti. L'unica Porsche gruppo 6, un roadster sponsorizzato dalla Martini, iscritto da Reinhold Joest per sé stesso e Jacky Ickx, venne battezzata 908/80, ma somigliava molto alla versione del 1977 della 936. Per molto tempo si credette che fosse uno sviluppo del telaio della 908, ma si è recentemente scoperto che venne costruita su un telaio di scorta della 936, il 936-004. Poiché la Porsche non desiderava impegnarsi nella vendita delle 936 ai clienti, il segreto venne mantenuto usando un numero di telaio della 908. In realtà si trattò di un'operazione svolta da alcuni dirigenti della stessa Porsche, in disaccordo con il direttore generale, Ernst Fuhrmann che aveva imposto di gareggiare soltanto con vetture derivate dalle piccole 924 di serie. Fu fornito a Joest un telaio attorno al quale venne costruita la vettura con pezzi di ricambio acquistati dal preparatore. Non è mai stato chiaro se Fuhrmann avesse mai scoperto questa operazione.
La 908/80 era la favorita ma la Porsche poteva contare su molte 935, cinque Gruppo 5 più otto IMSA GTX, tra cui tre della Scuderia di Dick Barbour, vincitrice a Sebring, che si confrontavano direttamente con le 4 BMW M1, di cui due semi-ufficiali. La maggior parte della concorrenza era nella Classe GTP: le tre Porsche 924 Carrera GT schierate dalla squadra ufficiale Porsche, tre WM-Peugeot P79/80 con equipaggi completamente francesi e la Rondeau-Cosworth M379B progettata a Le Mans e schierata anche nel Gruppo 6 (due delle tre vetture presenti). Quest'ultima, dopo la vittoria di classe dell'anno precedente, era stata sottoposta a una serie di migliorie aerodinamiche che ne avevano ridotto il Cx e aveva subito modifiche all'alimentazione e al sistema di raffreddamento che avevano permesso un incremento di potenza di una trentina di cavalli, il tutto collaudato in una sessione di prove a Le Castellet durata 26 ore.
Altre vetture presenti nel Gruppo 6 erano l'inglese De Cadenet-Lola LM realizzata da Alain De Cadenet e la giapponese Dome Zero RL80, entrambe spinte da motori Ford Cosworth DFV, mentre tra le Gruppo 5 erano iscritte 6 Ferrari 512 BB/LM, di cui una dello statunitense NART e tre dei francesi del Charles Pozzi - JMS Racing.
Tra le classi inferiori, da segnalare che la Lancia aveva iscritto nel Gruppo 5 fino a 2 litri due Beta Montecarlo Turbo ufficiali e aveva affidato una terza alla scuderia Jolly Club e un folto numero di barchette Lola T298 private nel Gruppo 6 fino a 2 litri.

## Qualifiche
La pole position fu appannaggio della Rondeau M379B-Cosworth di Henri Pescarolo e Jean Ragnotti in 3:47.900, seguiti da Fitzpatrick/Redman/Barbour sulla 935 K3/80 classe IMSA GTX, dalla 935 Kremer di Gruppo 5, dalla Porsche 908/80, dalla Rondeau pilotata dallo stesso Jean Rondeau e da Jean-Pierre Jaussaud, dalla De Cadenet-Lola LM (vittima di un incidente in prova e riparata a tempo di record) e dalla Dome Zero RL80 in settima posizione.

## Gara

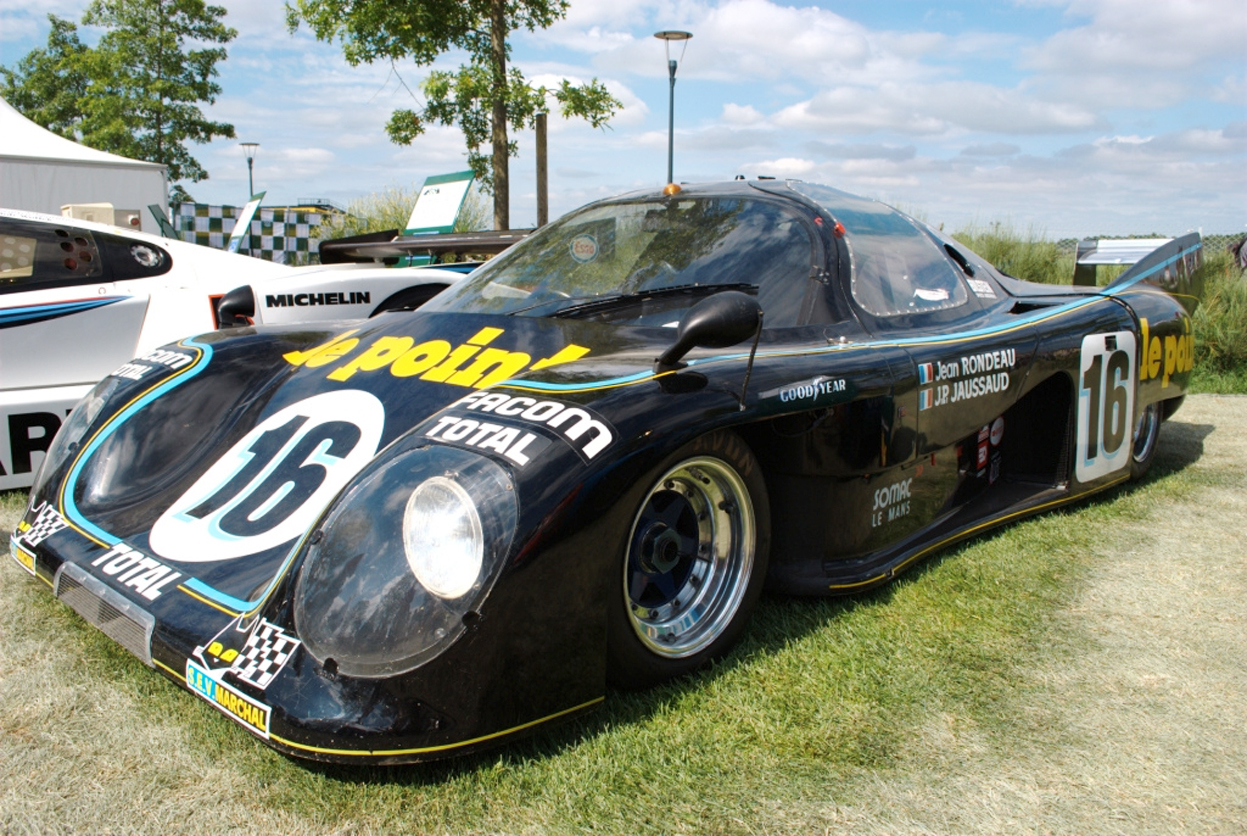
La Rondeau M379B di Rondeau/Jaussaud

Alle 16:00 fu dato il via: la partenza fu probabilmente la più bagnata di Le Mans. Ickx rimase indietro con la sua roadster fin quando non poté iniziare a vedere qualcosa di più della nebbia creata dalle auto con l'abitacolo chiuso: le coupé Porsche 935, BMW M1 e Rondeau. Tanta era la pioggia che i piloti non potevano affrontare in pieno la leggera curva posta verso la fine del rettilineo dell'Hunaudières.
John Fitzpatrick era in testa e lottava con Henri Pescarolo e la 935 del Gelo Racing Team pilotata da Bob Wollek. Alle 17:00 Hans Stuck aveva portato la sua BMW M1 dalla ventiseiesima alla seconda posizione. Nello stesso momento Jean Rondeau aveva due delle sue auto nelle prime 10, mentre la De Cadenet-Lola LM perdeva posizioni a causa di continue soste ai box per problemi di accensione.
Quando la pioggia diminuì Ickx e Joest superarono un'auto dopo l'altra. Per la fine della terza ora Joest si trovò al comando. Quando Ickx tornò alla guida dell'auto ruppe la cinghia della pompa di iniezione. Ma Joest era stato previdente, disponevano di una scatola degli attrezzi e di una cinghia di scorta nell'auto. Ickx ripartì solo 14 minuti dopo e dovette fermarsi ai box per un ulteriore controllo, ma fu sufficiente a fargli perdere la testa della gara.
Al calar delle tenebre la Rondeau di Pescarolo/Ragnotti conduceva la gara alternandosi con la Porsche 935 di Fitzpatrick/Redman/Barbour, seguiti da Jaussaud/Rondeau sull'altra 379B di Gruppo 6, ma Ickx si mise all'inseguimento. Poco dopo mezzanotte, durante una sosta ai box, Pescarolo e Ragnotti si ritirano col motore rotto e all'1:00 di domenica, la 908/80 era nello stesso giro dell'auto di testa. Due ore dopo era davanti e iniziava a lasciare indietro la vettura Francese. Dopo numerosi cambi di posizione dovuti ai rifornimenti e alle manutenzioni programmate, attorno alle 7:00 la Joest Martini Porsche aveva costruito un solido vantaggio.
Durante la notte la De Cadenet-Lola LM era risalita fino al quinto posto dopo aver risolto i suoi problemi, ma al mattino un problema ai supporti del motore le aveva fatto perdere un'ora e parecchie posizioni, mentre la WM-Peugeot occupava ora il quinto posto e le tre Porsche 924 Carrera GT ufficiali erano tra i primi dieci, con Al Holbert e Derek Bell piazzati prima dei compagni di squadra.
Ma la Scuderia Joest aveva sottostimato la Rondeau, non si aspettava che il motore Cosworth fosse così affidabile. Di conseguenza Joest e Ickx non corsero abbastanza forte e quando la loro vettura ebbe lo stesso problema al cambio sofferto anche nel 1978, alle 10:00, non avevano un vantaggio sufficiente e la Rondeau di Jean Rondeau e Jean-Pierre Jaussaud ottenne il comando e un vantaggio di tre giri. Ickx dovette iniziare un terzo inseguimento.
Alla quattordicesima ora di gara Mark Thatcher distrusse la sua vettura in un incidente.
A tre ore dalla fine ricominciò a piovere a macchia di leopardo sul tracciato e Jean Rondeau uscì di strada alla Curva Dunlop, appoggiandosi a un guard-rail ma senza danneggiare la vettura, mentre gli avversari si "sdoppiavano".

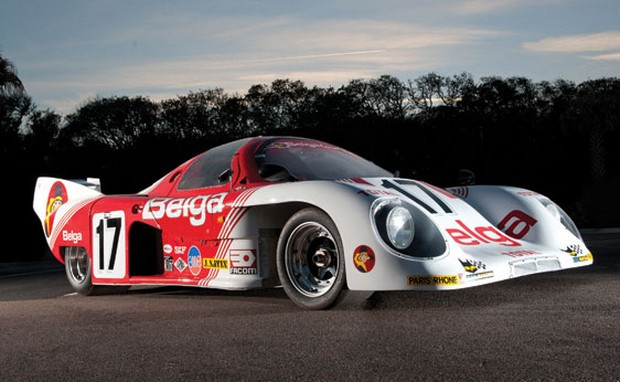
La Rondeau M379B di Gordon Spice e dei fratelli Martin, vincitrice della Classe GTP

Quando Jaussaud diede il cambio a Rondeau, con un'ora e mezza ancora da correre, la Rondeau aveva ancora due giri di vantaggio, ma la Porsche andava più veloce. A 35 minuti dalla fine tornò a piovere. Ickx si fermò ai box per montare le gomme da pioggia, mentre Jaussaud tenne le slick. Jaussaud aveva fatto la scelta giusta e rimase in testa. Comunque ci fu una sorpresa finale: con l'infittirsi della pioggia, all'ultimo giro Jaussaud perse il controllo dell'auto. Per fortuna la Rondeau non urtò niente.
Per la prima volta un pilota vinceva Le Mans con una vettura che portava il suo nome. Alla fine della gara Ickx annunciò il suo ritiro dalle corse. Alle spalle dei duellanti si piazzarono la Rondeau di Gordon Spice e dei fratelli Martin (vincitrice della Classe GTP), al quarto posto la WM-Peugeot di Guy Fréquelin e Roger Dorchy, Fitzpatrick/Redman/Barbour al quinto posto vinsero la classe IMSA GTX distanziando di un solo giro la Porsche 924 di Manfred Schurti e Jürgen Barth (iscritta tra i prototipi), mentre l'abnegazione del team di Alain de Cadenet permise loro di agguantare il settimo posto.

## Classifica finale
Ecco la classifica ufficiale al termine delle 24 ore di gara.
- I vincitori di ciascuna categoria sono evidenziati da uno sfondo giallo.

| Pos.    | Categoria | N° | Scuderia                                 | Piloti                                                      | Telaio Motore                                         | Pneum. | Giri |
| ------- | --------- | -- | ---------------------------------------- | ----------------------------------------------------------- | ----------------------------------------------------- | ------ | ---- |
| 1       | Gr.6 +2.0 | 16 | LePoint Jean Rondeau                     | Jean Rondeau Jean-Pierre Jaussaud                           | Rondeau M379B Ford Cosworth DFV 3.0L V8               | G      | 339  |
| 2       | Gr.6 +2.0 | 9  | Equipe Liqui Moly - Martini Racing       | Jacky Ickx Reinhold Joest                                   | Porsche 908/80 Porsche 2.1L Turbo Boxer-6             | D      | 337  |
| 3       | GTP       | 17 | Belga Jean Rondeau                       | Gordon Spice Philippe Martin Jean-Michel Martin             | Rondeau M379B Ford Cosworth DFV 3.0L V8               | G      | 330  |
| 4       | GTP       | 5  | WM Esso                                  | Guy Fréquelin Roger Dorchy                                  | WM P79/80 Peugeot PRV 2.7L Turbo V6                   | M      | 319  |
| 5       | IMSA      | 70 | Dick Barbour Racing                      | John Fitzpatrick Brian Redman Dick Barbour                  | Porsche 935 K3 Porsche Type-935 3.2L Turbo Boxer-6    | G      | 318  |
| 6       | GTP       | 4  | Porsche System                           | Manfred Schurti Jürgen Barth                                | Porsche 924 Carrera GT Porsche 2.0L Turbo I4          | D      | 317  |
| 7       | Gr.6 +2.0 | 8  | Alain de Cadenet                         | Alain de Cadenet François Migault                           | De Cadenet-Lola LM Ford Cosworth DFV 3.0L V8          | D      | 313  |
| 8       | Gr.5 +2.0 | 49 | Velga Racing Team                        | Harald Grohs Dieter Schornstein                             | Porsche 935 Porsche Type-935 3.0L Turbo Boxer-6       | D      | 313  |
| 9       | IMSA      | 73 | JLP Racing                               | John Paul Sr. John Paul Jr. Guy Edwards                     | Porsche 935 JLP-2 Porsche Type-935 3.0L Turbo Boxer-6 | G      | 312  |
| 10      | IMSA      | 76 | JMS Racing Charles Pozzi                 | Jean Xhenceval Pierre Dieudonné Hervé Regout                | Ferrari 512BB/LM Ferrari 4.9L Boxer-12                | M      | 312  |
| 11      | GTP       | 6  | WM Esso                                  | Jean-Daniel Raulet Marcel Mamers                            | WM P79/80 Peugeot PRV 2.7L Turbo V6                   | M      | 311  |
| 12      | GTP       | 2  | Porsche System                           | Andy Rouse Tony Dron                                        | Porsche 924 Carrera GT Porsche 2.0L Turbo I4          | D      | 310  |
| 13      | GTP       | 3  | Porsche System                           | Derek Bell Al Holbert                                       | Porsche 924 Carrera GT Porsche 2.0L Turbo I4          | D      | 305  |
| 14      | IMSA      | 83 | BMW Francia                              | Didier Pironi Dieter Quester Marcel Mignot                  | BMW M1 BMW M88 3.5L I6                                | D      | 293  |
| 15      | IMSA      | 84 | BMW Motorsport GmbH Dominique Lacaud     | Hans-Joachim Stuck Dominique Lacaud Hans-Georg Bürger       | BMW M1 BMW M88 3.5L I6                                | D      | 283  |
| 16      | Gr.4      | 93 | Thierry Perrier                          | Thierry Perrier Roger Carmillet                             | Porsche 911SC Porsche 4.6L Boxer-6 (Etanolo)          | K      | 280  |
| 17      | Gr.6 -2.0 | 25 | ROC - Sociéte Yacco                      | Bruno Sotty Daniel Laurent Philippe Hesnault                | Chevron B36 ROC-Talbot 2.0L I4                        | G      | 276  |
| 18      | Gr.6 -2.0 | 23 | ROC - Sociéte Yacco                      | Michel Dubois Christian Debias Florian Vetsch               | Lola T298 ROC-Talbot 2.0L I4                          | G      | 272  |
| 19      | Gr.5 -2.0 | 53 | Jolly Club - Lancia Corse                | Carlo Facetti Martino Finotto                               | Lancia Beta Monte Carlo Lancia 1.4L Turbo I4          | P      | 272  |
| 20      | IMSA      | 89 | Hervé Poulain                            | Dany Snobeck Hervé Poulain Pierre Destic                    | Porsche 935 Porsche Type-935 3.0L Turbo Boxer-6       | D      | 272  |
| 21      | IMSA      | 86 | Z & W Enterprises Inc.                   | Ernesto Soto Mark Hutchins Pierre Honnegger                 | Mazda RX-7 Mazda 12A 2.3L 2-Rotor                     | G      | 266  |
| 22      | Gr.6 -2.0 | 29 | Dorset Racing Associates                 | Peter Clarke Nick Mason Martin Birrane                      | Lola T297 Ford Cosworth BDG 2.0L I4                   | D      | 263  |
| 23      | IMSA      | 78 | EMKA Productions                         | Steve O'Rourke Richard Down Simon Phillips                  | Ferrari 512BB/LM Ferrari 4.9L Boxer-12                | D      | 262  |
| 24      | Gr.4      | 90 | Georges Bourdillat                       | Georges Bourdillat Alain-Michel Bernhard Pascal Ennequin    | Porsche 934 Porsche 3.0L Turbo Boxer-6                | M      | 248  |
| 25      | Gr.6 +2.0 | 12 | Dome Co. Ltd.                            | Chris Craft Bob Evans                                       | Dome RL80 Ford Cosworth DFV 3.0L V8                   | D      | 246  |
| 26 Rit. | GTP       | 7  | WM Esso                                  | Serge Saulnier Jean-Louis Bousquet Denis Morin              | WM P79/80 Peugeot PRV 2.7L Turbo V6                   | M      | 264  |
| 27 Rit. | Gr.6 -2.0 | 27 | Michel Elkoubi / Primagaz                | Patrick Perrier Pierre Yver                                 | Lola T298 BMW 2.0L I4                                 | G      | 255  |
| 28 Rit. | Gr.4      | 94 | Equipe Alméras Fréres                    | Jacques Alméras Jean-Marie Alméras Marianne Hoepfner        | Porsche 934 Porsche 3.3L Turbo Boxer-6                | M      | 251  |
| 29 Rit. | IMSA      | 69 | Racing Associates Inc.                   | Bob Akin Ralph Kent-Cooke Paul Miller                       | Porsche 935 K3 Porsche Type-935 3.0L Turbo Boxer-6    | G      | 237  |
| 30 Rit. | IMSA      | 95 | BMW Zol-Auto                             | François Sérvanin Laurent Ferrier Pierre-François Rousselot | BMW M1 BMW M88 3.5L I6                                | G      | 237  |
| 31 Rit. | Gr.5 +2.0 | 43 | Malardeau Kremer Racing                  | Xavier Lapeyre Jean-Louis Trintignant Anny-Charlotte Verney | Porsche 935 K3 Porsche Type-935 3.0L Turbo Boxer-6    | D      | 217  |
| 32 Rit. | Gr.5 +2.0 | 45 | Gelo Racing Team                         | Bob Wollek Helmut Kelleners                                 | Porsche 935 Porsche Type-935 3.2L Turbo Boxer-6       | P      | 191  |
| 33 Rit. | Gr.5 +2.0 | 42 | Gozzy Kremer Racing                      | Tetsu Ikuzawa Rolf Stommelen Axel Plankenhorn               | Porsche 935 K3 Porsche Type-935 3.0L Turbo Boxer-6    | D      | 167  |
| 34 Rit. | Gr.4      | 80 | Diego Febles Racing                      | Armando Gonzales Diego Febles Francisco Romero              | Porsche 934 Porsche 3.0L Turbo Boxer-6                | G      | 164  |
| 35 Rit. | Gr.5 +2.0 | 44 | Charles Ivey Racing                      | Peter Lovett Dudley Wood John Cooper                        | Porsche 935 K3 Porsche Type-935 3.0L Turbo Boxer-6    | D      | 158  |
| 36 Rit. | Gr.6 -2.0 | 28 | Scuderia Torino Corse                    | Lella Lombardi Mark Thatcher                                | Osella PA8 BMW 2.0L I4                                | P      | 157  |
| 37 Rit. | Gr.4      | 91 | ASA Cachia                               | Christian Bussi Bernard Salam Cyril Grandet                 | Porsche 934 Porsche 3.0L Turbo Boxer-6                | D      | ?    |
| 38 Rit. | IMSA      | 85 | Sun System Whittington Brothers Racing   | Hurley Haywood Don Whittington Dale Whittington             | Porsche 935 K3 Porsche Type-935 3.0L Turbo Boxer-6    | G      | ?    |
| 39 Rit. | GTX       | 96 | Garage du Bac                            | Frédéric Alliot Jacques Guérin                              | BMW M1 BMW M88 3.5L I6                                | D      | ?    |
| 40 Rit. | IMSA      | 77 | JMS Racing Charles Pozzi                 | Jean-Claude Andruet Claude Ballot-Léna                      | Ferrari 512BB/LM Ferrari 4.9L Boxer-12                | M      | ?    |
| 41 Rit. | IMSA      | 71 | Dick Barbour Racing                      | Bobby Rahal Bob Garretson Allan Moffat                      | Porsche 935 K3 Porsche Type-935 3.0L Turbo Boxer-6    | G      | ?    |
| 42 Rit. | Gr.6 +2.0 | 1  | André Chevalley Racing                   | Patrick Gaillard François Trisconi André Chevalley          | ACR 80 (Lola T380) Ford Cosworth DFV 3.0L V8          | G      | 126  |
| 43 Rit. | Gr.6 +2.0 | 15 | ITT Jean Rondeau                         | Henri Pescarolo Jean Ragnotti                               | Rondeau M379B Ford Cosworth DFV 3.0L V8               | G      | 124  |
| 44 Rit. | Gr.5 +2.0 | 41 | Porsche Kremer Racing                    | Ted Field Danny Ongais Jean-Louis Lafosse                   | Porsche 935 K3 Porsche 3.0L Turbo Boxer-6             | D      | 89   |
| 45 Rit. | Gr.6 -2.0 | 22 | Hubert Striebig                          | Michel Pignard Mario Ketterer Hubert Striebig               | Toj SM01 BMW 2.0L I4                                  | D      | 79   |
| 46 Rit. | IMSA      | 75 | JMS Racing Charles Pozzi                 | Lucien Guitteny Gérard Bleynie                              | Ferrari 512BB/LM Ferrari 4.9L Boxer-12                | M      | 47   |
| 47 Rit. | IMSA      | 82 | March Racing Ltd.                        | Manfred Winkelhock Patrick Nève Michael Korton              | BMW M1 BMW M88 3.5L I6                                | D      | ?    |
| 48 Rit. | Gr.5 +2.0 | 46 | Meccarillos Racing                       | Claude Haldi Bernard Béguin Volkert Merl                    | Porsche 935 Porsche Type-935 2.9L Turbo Boxer-6       | D      | 37   |
| 49 Rit. | Gr.6 -2.0 | 24 | ROC - Sociéte Yacco                      | Marc Sourd Bernard Verdier                                  | Lola T298 ROC-Talbot 2.0L I4                          | G      | 27   |
| 50 Rit. | Gr.5 -2.0 | 52 | Scuderia lancia Corse                    | Piercarlo Ghinzani Markku Alén Gianfranco Brancatelli       | Lancia Beta Monte Carlo Lancia 1.4L Turbo I4          | P      | 26   |
| 51 Rit. | IMSA      | 79 | Scuderia Supercar Bellancauto            | Spartaco Dini Fabrizio Violati Maurizio Micangeli           | Ferrari 512BB/LM Ferrari 4.9L Boxer-12                | M      | 10   |
| 52 Rit. | IMSA      | 68 | Racing Associates Inc.                   | Skeeter McKitterick Charles Mendez Leon Walger              | Porsche 935 K3 Porsche Type-935 3.0L Turbo Boxer-6    | G      | 9    |
| 53 Rit. | IMSA      | 72 | Wynn's International Dick Barbour Racing | Robert Kirby Mike Sherwin Bob Harmon                        | Porsche 935 K3 Porsche Type-935 3.0L Turbo Boxer-6    | G      | 7    |
| 54 Rit. | Gr.6 -2.0 | 20 | Jean-Philippe Grand                      | Jean-Philippe Grand Yves Courage                            | Chevron B36 BMW 2.0L I4                               | G      | 6    |
| 55 Rit. | Gr.5 -2.0 | 51 | Scuderia Lancia Corse                    | Hans Heyer Bernard Darniche Teo Fabi                        | Lancia Beta Monte Carlo Lancia 1.4L Turbo I4          | P      | 6    |

Legenda:
- Rit.=Ritirato